# WCDMA05
WCDMA05 è una District Management Area della municipalità distrettuale di Central Karoo
Il suo territorio si estende su una superficie di 5.584 km²; la sua popolazione, in base al censimento del 2001, è di 6.851 abitanti.
Questa DMA è costituita da due aree non contigue.

## Area 1
L'area più vasta  è situata a est della municipalità distrettuale Central Karoo.

### Città principali
- Murraysburg

### Fiumi
- Bakensklip
- Brak
- Buffels
- Kamdeboo
- Klein
- Sarels
- Snyderskraal
- Tulpleegte

### Dighe
- Swartbos Dam
- Rietpoort Dam

## Area 2
Questa area si trova all'interno della municipalità locale di Beaufort West ed è il Karoo National Park.